# 1942 у кіно

## Фільми

### Світове кіно
- Бембі
- Бути чи не бути
- Вечірні відвідувачі
- Жінка року
- Касабланка
- Місис Мінівер
- Пернатий друг
- Поза підозрою
- Шерлок Холмс і голос жаху

### СРСР
- Олександр Пархоменко, (реж. Леонід Луков)
- Котовський (реж. Олександр Файнциммер)
- Антоша Рибкін, (реж. Костянтин Юдін)
- Рукавиці, (реж. Наум Любошіца і Павло Арманд)
- Чарівне зерно, (Реж. Валентин Кадочников і Федір Пилипів)
- Георгій Саакадзе, (реж. Михайло Чіаурелі)
- Як гартувалася сталь, (реж. Марк Донськой)
- Клятва Тимура, (реж. Лев Кулешов)

## Персоналії

### Народилися
- 1 січня — Сергій Шакуров, радянський і російський актор театру і кіно, народний артист РРФСР (1991).
- 8 січня — Бабенко Микола Андрійович, український актор театру, кіно та дубляжу.
- 13 січня — Чащина Лідія Олександрівна, радянська та українська акторка.
- 19 січня — Майкл Кроуфорд, британський співак і актор.
- 24 січня — Савельєва Людмила Михайлівна, радянська і російська акторка театру і кіно.
- 31 січня — Дерек Джармен, британський кінорежисер-авангардист, сценарист, художник і дизайнер.
- 6 лютого — Титова Валентина Антипівна, радянська і російська акторка театру та кіно.
- 9 лютого — Ада Лундвер, радянська естонська акторка та естрадна співачка.
- 15 лютого  — Терентьєва Нонна Миколаївна, радянська, російська акторка театру і кіно.
- 21 лютого :
  - Маргарете фон Тротта, німецька акторка, кінорежисерка і сценаристука, представниця нового німецького кіно.
  - Алентова Віра Валентинівна, радянська і російська акторка театру і кіно.
- 24 лютого — Розсоха Леонід Семенович, радянський і український художник-постановник театру і кіно.
- 7 березня — Бірюков Владлен Єгорович, радянський і російський актор театру і кіно.
- 21 березня — Франсуаза Дорлеак, французька акторка театру, кіно та телебачення.
- 27 березня — Майкл Йорк, британський актор.
- 29 березня — Борис Леонідович Романов, радянський і російський актор театру і кіно, заслужений артист Росії (1994).
- 3 квітня — Марша Мейсон, американська акторка і телевізійна режисерка.
- 5 квітня — Пітер Гріневей, британський режисер.
- 6 квітня — Баррі Левінсон, американський режисер.
- 24 квітня — Барбра Стрейзанд, американська вокалістка, композиторка, авторка текстів, продюсерка, акторка, режисерка та продюсерка фільмів.
- 2 травня:
  - Жигалов Михайло Васильович, радянський, російський актор театру і кіно.
  - Войцех Пшоняк, польський актор.
- 25 травня — Калягін Олександр Олександрович, радянський і російський актор театру і кіно, театральний режисер і педагог.
- 18 червня — Роджер Еберт, американський кінокритик і сценарист.
- 1 липня — Женев'єва Б'южольд, канадська акторка.
- 15 липня — Бабятинський Валерій Костянтинович, радянський і російський актор театру і кіно.
- 24 липня — Мірошниченко Ірина Петрівна, радянська і російська акторка театру і кіно, театральний педагог.
- 1 серпня — Джанкарло Джанніні, італійський актор, режисер.
- 6 серпня:
  - Куркін Володимир Гаврилович, радянський і український актор, режисер, педагог.
  - Калашникова Галина Олексіївна, радянська, українська звукооператорка.
- 15 серпня — Заклунна-Мироненко Валерія Гавриїлівна, українська та радянська акторка театру і кіно.
- 25 серпня — Маргарита Терехова, радянська і російська акторка театру і кіно, народна артистка Росії.
- 5 вересня — Вернер Герцоґ, німецький режисер.
- 16 вересня — Вовк Ангеліна Михайлівна, російська телеведуча та акторка.
- 6 жовтня — Брітт Екланд, шведська акторка і фотомодель.
- 12 жовтня — Далія Лаві, ізраїльська акторка, співачка і модель.
- 24 жовтня — Асанова Дінара Кулдашівна, радянська російська акторка і кінорежисерка.
- 2 грудня — Недбай Зоя Василівна, українська кіноакторка.
- 9 грудня — Стефан Данаїлов, болгарський актор театру і кіно, режисер, педагог, політик.
- 29 грудня — Всеволод Абдулов, російський актор театру і кіно.

### Померли
- 11 січня — Барні МакГілл, американський кінооператор.
- 14 січня — Кирилов Петро Клавдійович, російський актор і кінорежисер.
- 16 січня — Керол Ломбард, американська акторка.
- 19 травня — Гейл Гамільтон, американський актор, письменник і продюсер.
- 29 травня — Джон Беррімор, американський актор.
- 21 липня — Елліотт Клосон, американський сценарист.
- 4 серпня — Жанетт Лофф, американська акторка і співачка.
- 5 серпня — Сідні Брейсі, австралійський та американський кіноактор.
- 18 жовтня — Новосельцев Іван Хрисанфович, радянський російський актор кіно.
- 20 жовтня — Мей Робсон, австралійська і американська акторка і драматургиня.
- 9 листопада — Една Мей Олівер, американська акторка.
- 14 листопада — Сідні Фокс, американська акторка.